# Автошлях Т 1307
Автошля́х Т 1307 — автомобільний шлях територіального значення в Луганській області. Проходить територією Сватівського та Старобільського районів через Сватове — Білокуракине — Айдар — Марківку — Мілове. Загальна довжина — 164,3 км.

## Маршрут
Автошлях проходить через такі населені пункти:
| Автошлях Т 1307      |        |
| Луганська область    |        |
| Сватівський район    |        |
| Сватове              | Н26    |
| Травневе             |        |
| Свистунівка          |        |
| Павлівка             |        |
| Маньківка            |        |
| Шовкунівка           |        |
| Білокуракине         | Т 1313 |
| Лизине               |        |
| Старобільський район |        |
| Осинове              |        |
| Айдар                | Т 1302 |
| Плотина              |        |
| Лісна Поляна         | Т 1308 |
| Марківка             | Т 1314 |
| Кабичівка            |        |
| Морозівка            |        |
| Зоринівка            |        |
| Олексіївка           |        |
| Травневе             |        |
| Мілове               | Н26    |